# 伊沙
伊沙（1966年—），本名吴文健。四川省成都市人，中国现代诗人。
伊沙在1985年考入北京师范大学中文系。毕业后在西安外国语学院任职。伊沙于九十年代开始大量发表诗作，出版了多本诗集和评论集。伊沙的作品具有强烈的反叛精神，被评为后现代主义的佳作同时也备受争议。也有人称伊沙为中国的金斯堡。伊沙的作品还包括小说和随笔，其中部分作品也引发了学术界的争议和好评。

## 主要作品
- 《饿死诗人》(1994)
- 《野种之歌》(1999)
- 《唐》（2005）